# وادي إلبه درسدن
وادي إلبه دريسدن هو موقع تراث عالمي سابق في درسدن، ألمانيا. يمتد الوادي 20 كيلو متر ويمر خلال حوض درسدن ومدينة درسدن، وهو أحد موقعين طبيعيين ثقافيين على طول نهر إلبه الأوروبي. تكمن قيمة هذا المشهد في كونه يتضمن منطقة حضرية فضلاً عن ضفاف النهر الطبيعية والمنحدرات.

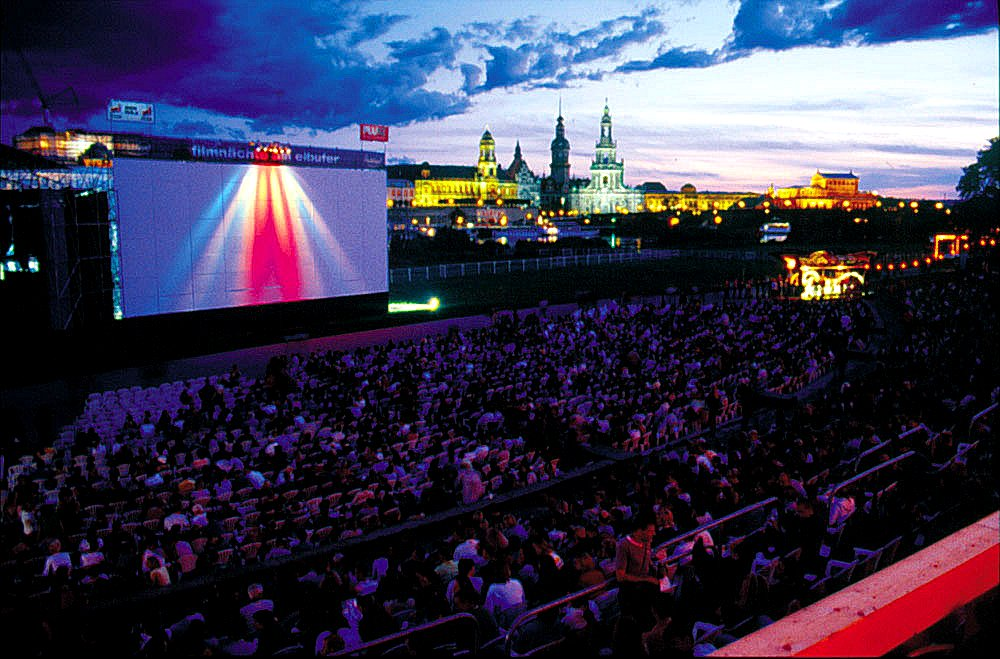
جسر فلمناخته في وادي إلبه وتبدو المدينة في الخلفية

كانت خطط بناء جسر فالدشلوشين عبر الوادي مثاراً للجدل. عام 2006 أدرجت منظمة اليونسكو هذا الموقع في قائمة مواقع التراث العالمي المعرضة للخطر، وتوعّدت بإزالته من قائمة التراث العالمي. وفقاً لموقع لجنة التراث الرسمي، قررت اللجنة أن خطط بناء الجسر عبر وادي إلبه ستؤثر تأثيراً خطيراً على سلامة المشهد وسلامته بحيث لا يعد مستحقاً ليكون موقع تراث عالمي. وعليه قررت إدراج الموقع على قائمة مواقع التراث العالمي المعرضة للخطر لإعادة النظر بتلك الخطط بطريقة حكيمة. بيد أن الموقع شطب من قائمة التراث العالمي عام 2009."
على الرغم من الموافقة على إنشاء الجسر في استفتاء أجري عام 2005، قرر مجلس المدينة في 20 تموز (يوليو) 2006 وقف الدعوة لتقديم عطاءات على عقود بناء الجسر. لكن بعد عدة قرارات أصدرتها المحكمة، أجبرت المدينة على البدء في بناء الجسر نهاية 2007.
في تموز (يوليو) 2008، قررت لجنة التراث العالمي التابعة لليونسكو الحفاظ على وادي إلبه في درسدن على قائمة التراث العالمي، على أمل توقّف أعمال البناء في الجسر. وإن بم يتوقف العمل فسيتم شطب الموقع عام 2009.
في حزيران (يونيو) 2009، وفي الاجتماع الذي عقدته اليونسكو في إشبيلية، قررت لجنة التراث العالمي في تصويت كانت نتيجته 15 صوت مع مقابل 4 ضد وامتناع اثنين عن التصويت، إلغاء وادي إلبه في درسدن كموقع تراث عالمي.